# Encarsia dewa
Encarsia dewa är en stekelart som beskrevs av Pedata och Andrew Polaszek 2003. Encarsia dewa ingår i släktet Encarsia och familjen växtlussteklar. Inga underarter finns listade i Catalogue of Life.